# Special Olympics World Summer Games 1991
Die 8. Special Olympics World Summer Games fanden vom 19. bis 27. Juli 1991 in Minneapolis und Saint Paul (Minnesota), USA statt.

## Bezeichnung
Die 8. Special Olympics World Summer Games fanden vom 19. bis 27. Juli 1991 in Minneapolis und Saint Paul (Minnesota), USA statt. Während die offizielle Bezeichnung vorher International Games lautete, wurde ab 1991 von Special Olympics World Summer Games und Special Olympics World Winter Games gesprochen.

## Teilnehmer und Sportarten
6.000 Athleten aus über 100 (nach einer anderen Quelle: 91) Ländern nahmen an den Spielen teil.
Eine deutsche Delegation beteiligte sich noch vor der Gründung von Special Olympics Deutschland in den Sportarten Fußball (Special Olympics), Leichtathletik (Special Olympics) und Schwimmen (Special Olympics)an den Spielen.
Es wurden 16 Sportarten angeboten.

## Programm

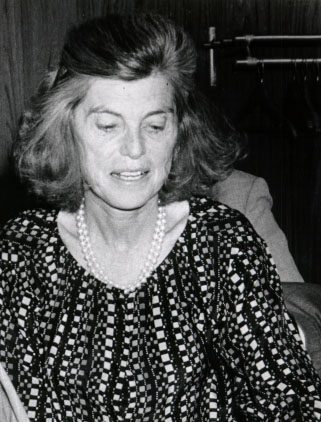
Eunice Kennedy-Schreiber, Gründerin von Special Olympics

Eunice Kennedy-Shriver, die Gründerin von Special Olympics, nahm an den Spielen teil und hielt eine Rede bei der Eröffnungsfeier.
Am 20. Juli 1991 trat Prince mit seiner Begleitband The New Power Generation auf und absolvierte einen Liveauftritt, der im Oktober 2023 auf einer Blu-ray Disc des Boxsets Diamonds and Pearls Deluxe veröffentlicht wurde.